# Arent Janszoon Ernststraat

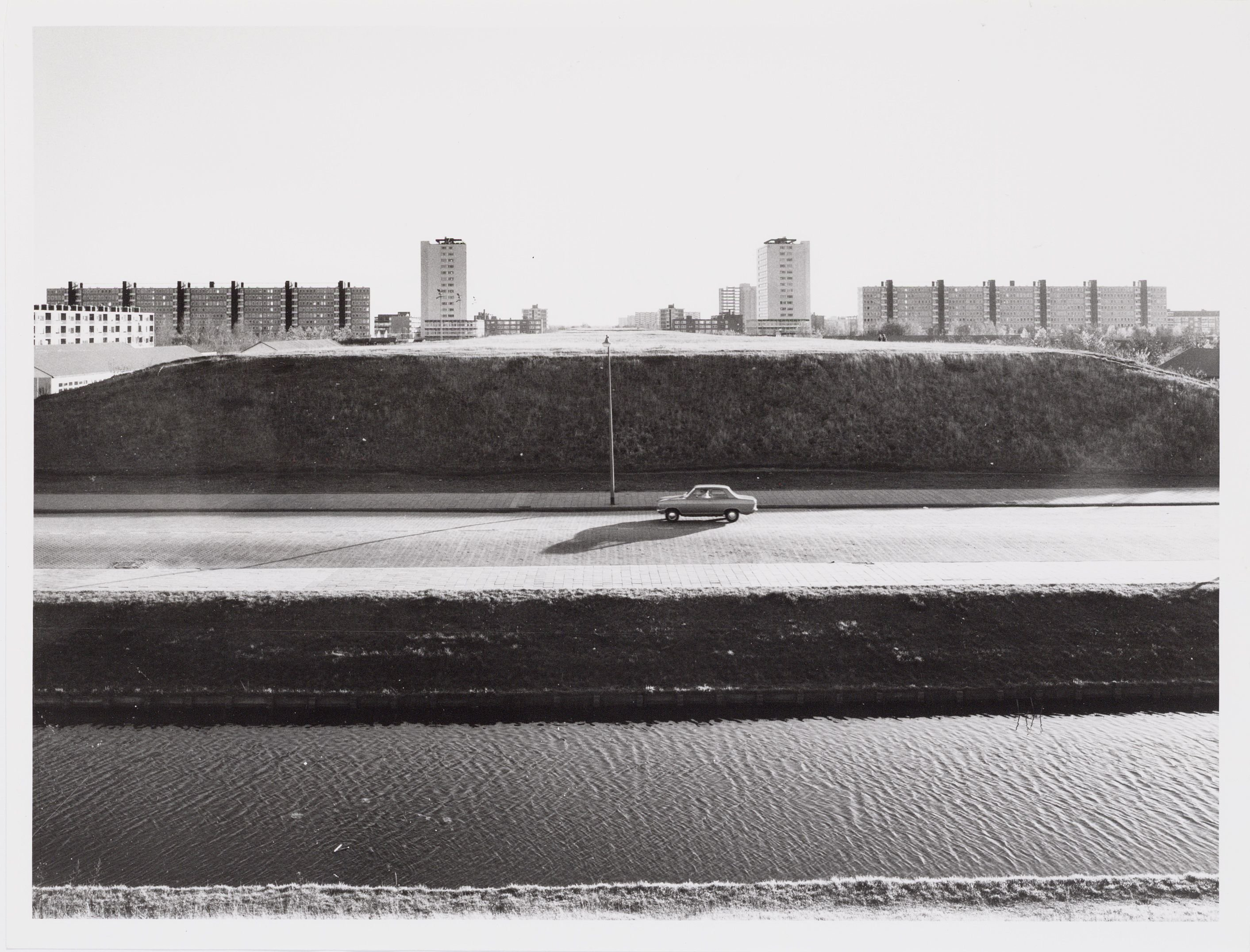
Kruising met dijklichaam Rotterdamseweg in 1971

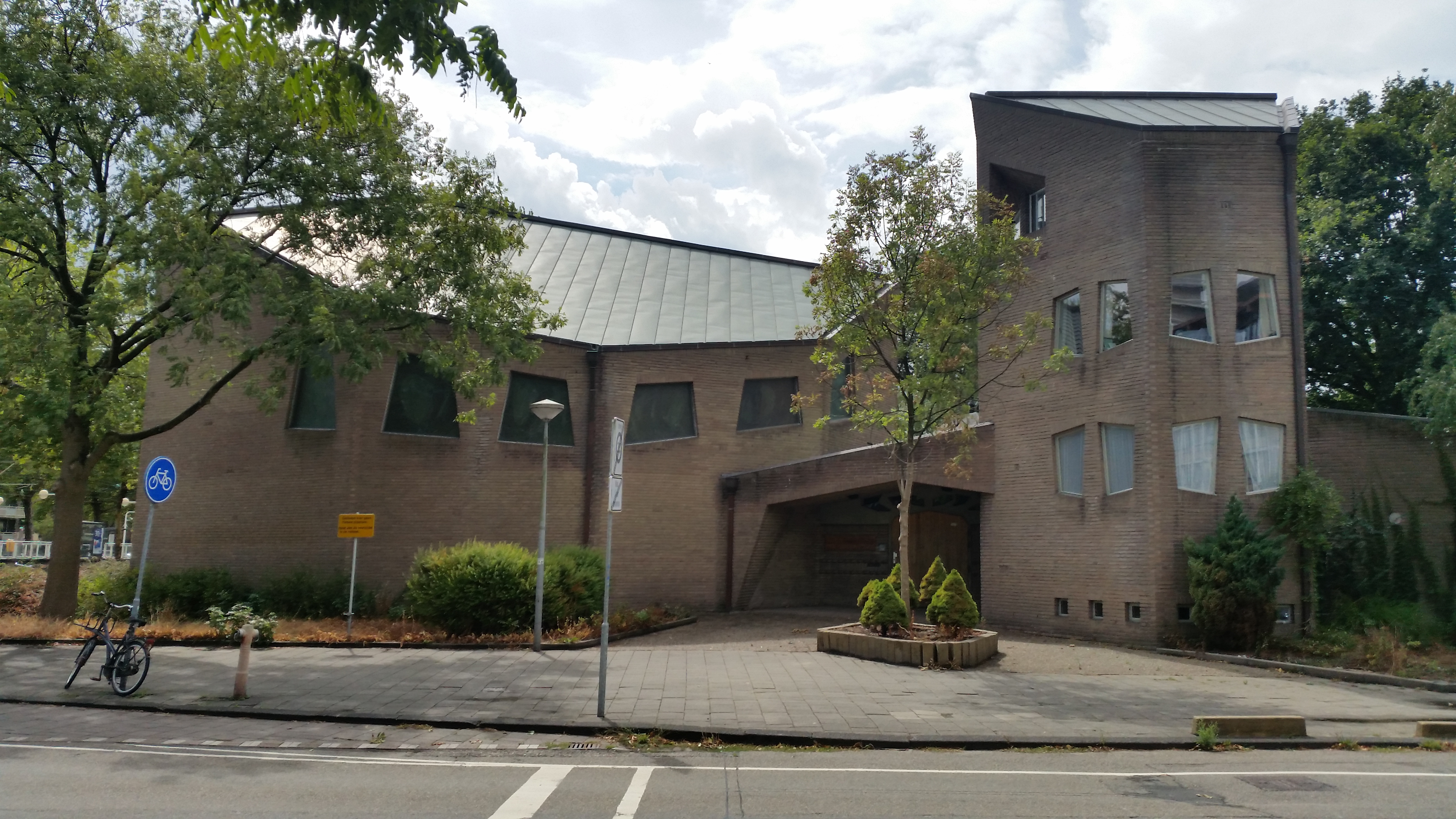
Andrieskerk (augustus 2018)

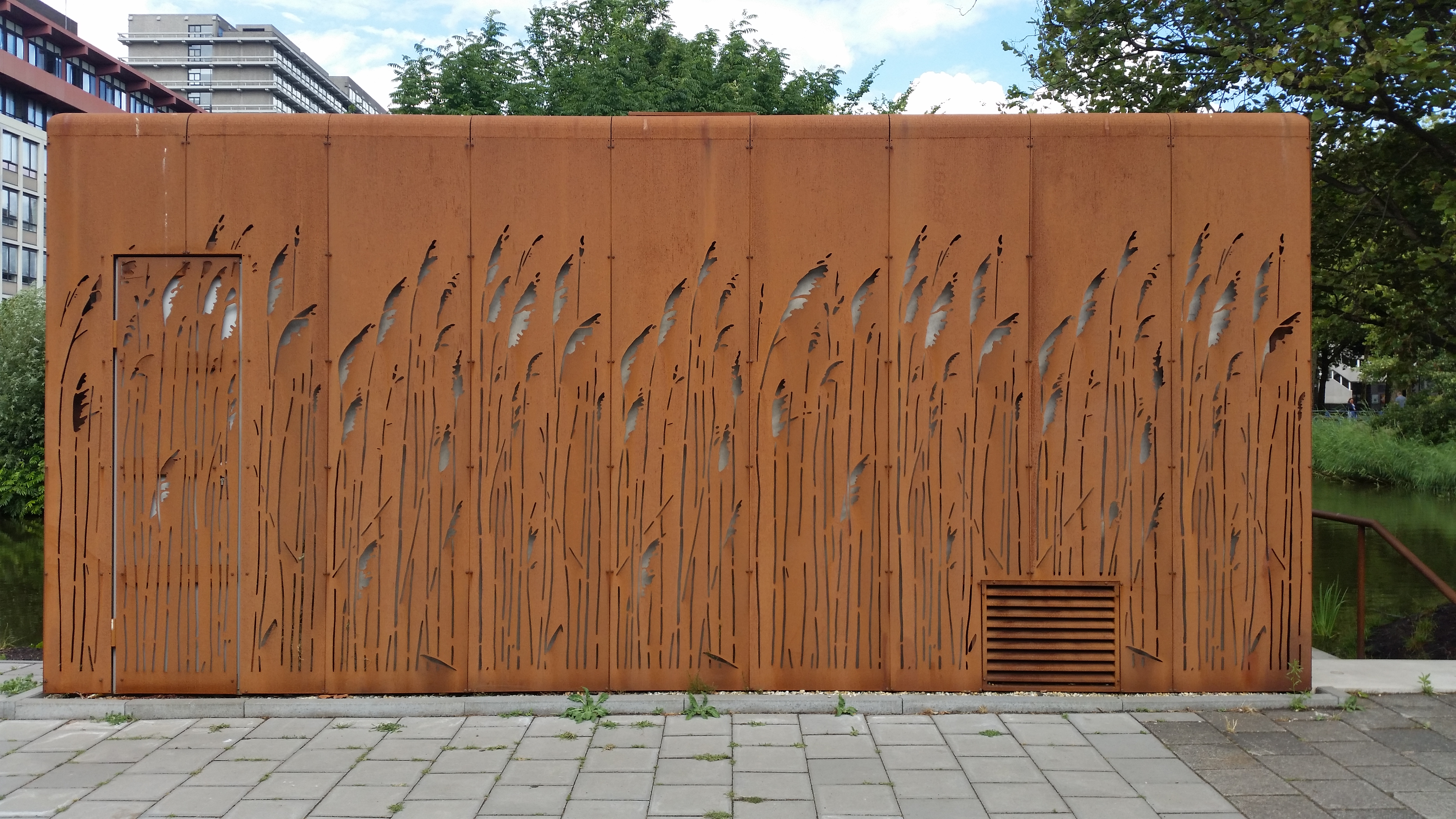
Gasreduceerstation van Liander (augustus 2018)

De Arent Janszoon Ernststraat (in de volksmond de A J Ernst) is een straat in de wijk Buitenveldert in de Nederlandse stad Amsterdam.

## Vernoeming
De straat werd vernoemd bij een raadsbesluit van 19 april 1961 naar Arent Janszoon Ernst, die baljuw was van Amstelland (1569-1573). Dit gold in eerste instantie voor een klein stukje, de straat werd steeds verlengd waardoor er steeds raadsbesluiten aan te pas kwamen om de verlengingen dezelfde naam te geven. In juni 2017 werd bekend dat destijds een fout was gemaakt. De naam van de baljuw was Arent Janszoon Ernst van Bassen. De straatnaam werd echter niet aangepast. Wel zouden onder de naamborden bordjes worden geplaatst, met daarop de volledige naam van Ernst van Bassen.

## Ligging
De Arent Janszoon Ernststraat begint in het oosten aan de Europaboulevard, tegenover de hoofdingang van het Amstelpark). Het westelijk eind heeft ze aan de Van der Boechorststraat, tegenover Van der Boechorststraat 26, een (orthodox) joods cultureel centrum.
De straat ligt evenwijdig aan de meest noordelijke doorgangsweg van Buitenveldert, de De Boelelaan en aan de zuidelijker gelegen Van Nijenrodeweg, die dwars door de gehele wijk Buitenveldert lopen. Ze ligt tussen beide wegen in. Daar waar die andere twee wegen hun eindpunten hebben aan de Amstelveenseweg, heeft de Arent Janszoon Ernststraat eerder haar einde, aan de Van der Boechorststraat. Ze is evengoed bijna twee kilometer lang. De straat is een ontsluitingsweg en kruist enkele wegen: de Van Heenvlietlaan, de Van Leijenberghlaan en de Buitenveldertselaan. Oorspronkelijk kruiste ook het ongebruikte dijklichaam van de Rotterdamseweg de straat maar omdat deze niet werd gerealiseerd werd het dijklichaam afgegraven en bestemd voor woningbouw. De straat valt onder de postcodegebieden 1083, 1082 en 1081.

## Gebouwen
De straat heeft (aan de oostelijke kant) tot aan de Van Leijenberghlaan een woonfunctie. Aan de noordkant, de zijde van de even huisnummers, van de straat zijn bijna geen adressen van de AJ Ernst, de blokken/hofjes aan de noordzijde, alhoewel meestal alleen toegankelijk via deze straat, hebben eigen straatnamen in Dikninge, Havikshorst, Oldengaarde, Doddendaal, Loevestein, Wijenburg en Valkhof.
De straat loopt langs het winkelcentrum Gelderlandplein. Aan de noordzijde van de straat staan hier het Multifunctioneel Centrum Binnenhof (met scholen en een wijkcentrum) en ook een bibliotheek, waarvan de ingang aan de Willem van Weldammelaan ligt.
Tot de Buitenveldertselaan wordt de straat een combinatie van wonen en kleine middenstand. Hier voorbij loopt de straat achter het universiteitsterrein van de Vrije Universiteit langs (rechts van de straat, ten noordwesten). Hier zijn geen adressen meer rechtstreeks aan de A.J. Ernststraat gelegen. Aan de zuidkant staat een aantal vrijstaande gebouwen. Aan deze kant staat ook het enige gemeentelijk monument, de Andrieskerk van Henk Hupkes.

## Kunst
Bij huisnummer 1187 staat het beeld Mens in beweging van Peter van den Akker. Tegenover de Andrieskerk kwam in 2016 een gasreduceerstation voor Liander. Liander schakelde via moederbedrijf Alliander architect Willem Schutter in, die bijna constant voor hun werkt. Hij kwam met een betonnen blokkendoosje, dat bekleed werd met cortenstaal, waaruit een rietoever is gefreesd of gesneden.

## Openbaar vervoer
Sinds eind 2017 loopt er geen reguliere buslijn meer door de straat. Wel kan gebruik worden gemaakt van de door een particulier gefinancierde Gelderlandpleinlijnen. Naar de straat is op de Buitenveldertselaan een halte voor de trams (Uithoorn-Amstelveen-Amsterdam) vernoemd, met de haltenaam: A.J. Ernststraat.